# Nobilinus bellulus
Nobilinus bellulus är en insektsart som först beskrevs av Banks 1914.  Nobilinus bellulus ingår i släktet Nobilinus och familjen guldögonsländor. Inga underarter finns listade i Catalogue of Life.